# Сентябрь 2022 года

Список событий сентября 2022 года.

## События
- 1 сентября
  - Начался чемпионат Европы по баскетболу среди мужских команд, проходящий в 4 странах. В турнире принимают участие 24 сборные[1].
  - Российская оккупация Запорожской области: эксперты МАГАТЭ во главе с руководителем организации Рафаэлем Гросси прибыли на Запорожскую АЭС[2].
  - В Аргентине два человека скончались от неизвестной болезни, ещё трое госпитализированы[3].
  - Власти Турции на несколько часов перекрыли пролив Босфор из-за севшего на мель судна с украинским зерном[4].
  - Авиакомпания Lufthansa сообщила об отмене на 2 сентября 800 рейсов из-за провала переговоров с пилотами по заработной плате и 24-х часовой забастовки лётного состава[5].
  - В Буэнос-Айресе произошла попытка убийства Кристины Фернандес де Киршнер, действующего вице-президента Аргентины, в результате террористического акта никто не пострадал[6].

- 2 сентября
  - МАГАТЭ установила постоянное присутствие на Запорожской АЭС[7].
  - Главный приз за лучший фильм 44-го Московского международного кинофестиваля получила картина «Без предварительной договорённости» иранского режиссёра Бехруза Шоайби[8].
  - В афганском Герате в результате взрыва в мечети[англ.] погибли 19 человек[9].
  - «Газпром» остановил работу «Северного потока» на неопределённый срок, обосновав это утечкой масла в единственной рабочей турбине[10][11].
  - Количество интернет-пользователей в Китае превысило миллиард человек[12].

- 3 сентября
  - Гражданская война в Сомали: боевики «Харакат аш-Шабаб» расстреляли не менее 20 человек при нападении на колонну с продовольствием в Хиране[13].
  - При восхождении на вулкан Ключевская Сопка на Камчатке погибли 9 российских туристов[14].
  - В Праге около 70 тыс. человек собрались на митинг, организованный правой партией «Свобода и прямая демократия», СМИ также сообщают об участии в митингов коммунистов, антиковидных активистов, евроскептиков. Собравшиеся требовали более нейтральной позиции Чехии, прекращения поставок оружия Украине, снижения налогов, дешёвого газа. Премьер-министр Чехии Петр Фиала отметил, что митинг организовали силы, «которым близки пророссийская ориентация и приверженность к крайним взглядам»[15]
  - Последний глава советского государства Михаил Горбачёв похоронен на Новодевичьем кладбище Москвы[16].

- 4 сентября
  - В канадской провинции Саскачеван в результате серии нападений с использованием холодного оружия погибли 10 человек, ещё 15 были ранены[17].
  - Частный самолёт Cessna 551 упал в Балтийское море недалеко от побережья Латвии. Погиб находившийся за штурвалом директор авиакомпании Quick Air Карл-Петер Гриземанн, а также его жена, двое детей и две собаки[18][19].
  - посол США в России Джон Салливан завершил свою работу и покинул Москву

- 5 сентября
  - Президент Германии Франк-Вальтер Штайнмайер принёс извинения Израилю за недостаточную защиту израильских спортсменов, которые погибли 50 лет назад во время теракта на Олимпийских играх в Мюнхене. Германия выплатит родственникам погибших в общей сложности 28 млн евро[20].
  - Российский журналист и советник главы «Роскосмоса» Иван Сафронов, задержанный в июле 2020 года, приговорён Мосгорсудом к 22 годам колонии строгого режима по обвинению в госизмене[21].
  - Свобода слова в России: Басманный суд Москвы по иску Роскомнадзора аннулировал лицензию «Новой газеты», выходившей с 1993 года[22].
  - В Кабуле в результате взрыва террориста-смертника около входа в консульский отдел посольства России погибло по предварительным данным не менее 8 человек, включая двух сотрудников посольства[23][24].
  - Во Владивостоке начался VII Восточный экономический форум, который проходил до 8 сентября[25].
  - Землетрясение магнитудой 6.8 в провинции Сычуань на юго-западе Китая унесло жизни более 60 человек[26].
  - В США самолёт с 10 пассажирами упал в воду недалеко от Сиэтла; тело одного из пассажиров найдено, остальные пока считаются пропавшими без вести[27].
  - При обрушении строящегося здания в нигерийском Лагосе погибло не менее 6 человек[28].
  - Орнитологи сообщили об обнаружении и описании нового вида птиц, обитающих на островах Диего-Рамирес; вид получил название субантарктическая райадито[29].

- 6 сентября
  - Сыграны первые матчи группового этапа Лиги чемпионов УЕФА 2022/23[30].
  - Лиз Трасс, избранная лидером Консервативной партии Великобритании, стала новым премьер-министром страны, сменив Бориса Джонсона[31].
  - Российская оккупация Запорожской области: военный комендант Бердянска Артём Бардин был взорван в своём автомобиле, в результате чего лишился ног и находится в тяжёлом состоянии[32].
  - 6 сентября: Начало Контрнаступление украинской армии в Харьковской области

- 7 сентября
  - В Бразилии отметили 200-летие независимости[33].
  - Форвард «Барселоны» Роберт Левандовский стал первым футболистом в истории Лиги чемпионов УЕФА, сделавшим хет-трик в составе трёх разных клубов[34].
  - Словенец Лука Дончич набрал 47 очков в матче против сборной Франции (88-82) на Евробаскете. Это второй результат по набранным очкам для одного игрока за 87-летнюю историю чемпионатов Европы[35].
  - Вторжение России на Украину: руководство Вооружённых сил Украины впервые на высшем уровне сообщило о своей причастности к атаке на аэродром «Саки» в Крыму 9 августа, заявив о ракетном ударе по объекту[36]. Российская сторона после взрывов сообщала, что «никакого огневого воздействия» на аэродром не было, а причиной происшествия стала детонация нескольких авиационных боеприпасов[37].
  - Бывший полевой командир и министр внутренних дел Жерве Ндиракобуса утверждён парламентом новым премьер-министром Бурунди на фоне заявлений об угрозе военного переворота в стране[38].
  - В Краснодарском крае археологи обнаружили фундамент храма XII века и расположенные рядом склепы; находка была сделана в Белореченском районе[39].
  - Албания разорвала дипломатические отношения с Ираном[40].

- 8 сентября
  - В бразильском штате Пара затонуло пассажирское речное судно, погибли 14 человек, 26 числятся пропавшими без вести[41].
  - Королева Великобритании Елизавета II, находившаяся на троне с февраля 1952 года, умерла в замке Балморал в Шотландии в возрасте 96 лет. В стране объявлен 10-дневный траур; новым королём стал старший сын Елизаветы Карл III[42].
  - В американском Мемфисе (штат Теннесси) 4 человека погибли и 3 пострадали из-за стрельбы; обвиняемый темнокожий американец Эзекиль Келли вёл трансляцию в соцсети с мест стрельбы, сейчас он задержан[43].

- 9 сентября
  - Старший сын короля Великобритании Карла III Уильям получил от отца титул принца Уэльского на следующий день после того, как стал наследником престола. Дата инвеституры станет известна позднее. Супруга Уильяма Кэтрин стала принцессой Уэльской[44].
  - Китай обнаружил новый фосфатный минерал на Луне в ходе миссии «Чанъэ-5»; он стал шестым минералом, обнаруженным людьми на поверхности спутника Земли[45].

- 10 сентября
  - Не менее 18 человек погибли в мексиканском штате Тамаулипас в результате столкновения пассажирского автобуса и автоцистерны[46].
  - Первая ракетка мира Ига Свёнтек выиграла Открытый чемпионат США по теннису, победив в финале Унс Джабир в двух сетах[47].
  - Картина «Вся красота и кровопролитие» американского режиссёра Лоры Пойтрас стала вторым в истории документальным фильмом, удостоенным «Золотого льва» Венецианского кинофестиваля; лучшим режиссёром признан итальянец Лука Гуаданьино за работу над фильмом «Целиком и полностью», в актёрских категориях премии получили Кейт Бланшетт и Колин Фаррелл[48].
  - Вторжение России на Украину: в ходе контрнаступления в Харьковской области, начавшегося 6 сентября, украинские силы заняли около 30 населённых пунктов, включая города Балаклея, Купянск и Изюм. Минобороны РФ заявило о перегруппировке своих войск и проведении операции по свёртыванию и организованной переброске изюмско-балаклейской группировки войск на территории ДНР[49].

- 11 сентября
  - Парламентские выборы в Швеции: правящая левая Социал-демократическая рабочая партия Швеции получила около 30 % голосов (108 мест в парламенте), правая консервативная партия «Шведские демократы» и консервативно-либеральная Умеренная коалиционная партия получили приблизительно по 20 % голосов. Суммарные результаты левой и правой коалиции очень близки, речь идет о разнице в 1-2 места. К 13 сентября были подсчитаны около 95 % голосов. Официальное оглашение результатов ожидается ближе к концу сентября[50][51].
  - Вторжение России на Украину: президент Украины Владимир Зеленский сообщил, что во второй половине дня была полностью отключена подача электроэнергии в Харьковской и контролируемой Украиной части Донецкой области, а также частично в Запорожской, Днепропетровской и Сумской областях[52]. Среди пострадавших объектов — одна из крупнейших на Украине Харьковская ТЭЦ-5[53].
  - Вторжение России на Украину: в результате контрнаступления ВСУ в Харьковской области российские войска оставили почти все ранее занятые населённые пункты в этом регионе[54].
  - 19-летний испанец Карлос Алькарас выиграл первый в карьере турнир Большого шлема — Открытый чемпионат США по теннису — и с 12 сентября стал самым юным в истории лидером мирового рейтинга[55].
  - Мужская сборная Италии по волейболу впервые в XXI веке выиграла чемпионат мира, победив в финале команду Польши со счётом 3-1. Третье место заняли бразильцы. Лучшим игроком турнира признан итальянский связующий Симоне Джаннелли[56].
  - На Запорожской АЭС остановлен последний работавший энергоблок[57].
  - Остановлено крупнейшее в Европе колесо обозрения «Солнце Москвы», которое было открыто 10 сентября[58].
  - Единый день голосования в России

- 12 сентября
  - Ранее открытый учёными самый северный остров Qeqertaq Avannarleq (Кекертак-Аваннарлек) оказался айсбергом[59].

- 13 сентября
  - Папа римский Франциск прибыл в столицу Казахстана Нур-Султан с трёхдневным визитом и принял участие в VII съезде лидеров мировых и традиционных религий[60][61].
  - В Канаде в результате стрельбы погибли два человека, ещё трое были ранены; среди погибших один полицейский, подозреваемого застрелили при задержании[62].
  - Церемония вручения премии Эмми прошла в Лос-Анджелесе, лауреатами стали «Тед Лассо», «Наследники» и «Белый лотос»[63].
  - Карабахский конфликт: премьер-министр Армении Никол Пашинян заявил, что в ночь с 12 на 13 сентября в результате атаки Азербайджана в приграничных районах Армении погибло не менее 49 армянских военных[64]. На следующий день количество погибших армянских военных увеличилось до 105. Армения запросила помощи у ОДКБ[65]. Минобороны Азербайджана сообщило о потере 50 военнослужащих (в том числе 8 пограничников)[66].

- 14 сентября
  - Трипл-дабл Матеуша Понитки помог сборной Польши по баскетболу сенсационно обыграть действующих чемпионов сборную Словении в четвертьфинале чемпионата Европы (90-87). Понитка стал третьим баскетболистом, сделавшим трипл-дабл на чемпионатах Европы, по данным с 1995 года[67].
  - В Мьянме в округе Мандалай в результате столкновения двух автобусов и припаркованного грузовика погибли 14 человек, ещё не менее 25 пострадали[68].
  - Автобус со школьниками сорвался в ущелье в Индии, погибли по меньшей мере 16 человек, ещё 20 пострадали; семьям погибших и пострадавших выразил соболезнования премьер-министр страны Нарендра Моди[69].

- 15 сентября
  - Вторжение России на Украину: украинская сторона сообщила об обнаружении братских могил в Изюме, который был освобождён около недели назад[70].
  - Игровая майка американского баскетболиста Майкла Джордана, в которой он выступал в первом матче финальной серии НБА 1998 года против «Юты Джаз», продана на аукционе «Сотбис» за 10,1 млн долларов США. Это рекордная сумма, официально выплаченная за спортивную памятную вещь[71].
  - 20-кратный победитель турниров Большого шлема по теннису, бывшая первая ракетка мира 41-летний швейцарец Роджер Федерер объявил о завершении карьеры[72].
  - Начался саммит ШОС в Самарканде. Во встрече принимают участие главы Азербайджана, Белоруссии, Индии, Ирана, Казахстана, Киргизии, КНР, Монголии, Пакистана, России, Таджикистана, Туркмении, Турции, Узбекистана. В ходе саммита ожидается вступление в организацию шести новых членов[73][74].
  - В результате давки на концерте в Кесальтенанго (Гватемала) погибло не менее 9 человек и более 20 пострадали[75].
  - В Приморском крае введён режим ЧС федерального значения из-за наводнения, вызванного прошедшими там циклонами[76].

- 16 сентября
  - Вторжение России на Украину:
    - в результате украинского ракетного удара в Бердянске погибли заместитель главы военно-гражданской администрации Олег Бойко и его супруга[77][78].
    - в Луганске около полудня в результате срабатывания СВУ погибли генеральный прокурор ЛНР Сергей Горенко и его заместитель Екатерина Стегленко[79].

  - В Италии по меньшей мере 7 человек погибли из-за обрушившегося на центральный регион страны ливня и последовавшего за ним наводнения, ещё 3 считаются пропавшими без вести[80].
  - SpaceX перенесла запуск ракеты-носителя Falcon 9 с 54 мини-спутниками из-за неблагоприятных погодных условий; по новой версии он запланирован на субботу 17 сентября[81].
  - Утром началось обострение на киргизско-таджикской границе, киргизская сторона сообщает об обстреле своих погранотрядов и позиций на границе[82]. Ряд экспертов рассматривает это обострение как продолжение конфликта весны 2021 года

- 17 сентября
  - В Польше открыт канал через Вислинскую косу[83].
  - Вторжение России на Украину: в МАГАТЭ заявили о подключении Запорожской АЭС к украинской сети[84].
  - Президент Казахстана Касым-Жомарт Токаев подписал поправки к Конституции, согласно которым столице Нур-Султану возвращается прежнее название Астана[85].
  - В Мюнхене впервые с 2019 года открылся фестиваль Октоберфест[86].

- 18 сентября
  - Мужская сборная Испании по баскетболу выиграла чемпионат Европы четвёртый раз последние шесть турниров, победив в финале команду Франции (88-76). Хуанчо Эрнангомес реализовал 6 трёхочковых за 6 минут второй четверти и был признан лучшим игроком финала. Его брат Вилли был признан самым ценным игроком всего турнира. Третье место заняла сборная Германии, ставшая призёром Евробаскета впервые с 2005 года[87].
  - На чемпионате мира по борьбе в Белграде было разыграно 30 комплектов наград, сборные США и Японии завоевали по 7 золотых медалей, среди европейских сборных лучшими стали команды Турции и Сербии (по 4 золота). Российские борцы были не допущены до турнира в связи с вторжением России на Украину[88].

- 19 сентября
  - Вторжение России на Украину: по сообщениям властей ДНР в результате ракетного удара по Куйбышевскому району Донецка погибло не менее 13 мирных жителей[89].
  - Тайфун Нанмадол в Японии привёл к гибели человека, ещё 69 получили травмы[90].
  - В Мьянме 6 детей погибли и 17 пострадали в результате обстрела школы военными вертолётами; военные этой страны заявили, что в школе располагались протестующие, которые используют мирное население в качестве живого щита[91].
  - Елизавета II, умершая 8 сентября, была похоронена в склепе в часовне Святого Георгия Виндзорского замка в Лондоне[92].
  - В монгольской провинции Ховд введён карантин в связи с бубонной чумой[93].
  - В Китае впервые в мире успешно клонировали арктического волка; щенкам уже исполнилось 100 дней, в связи с чем была организована пресс-конференция, в ходе которой и рассказали об этом эксперименте[94].

- 20 сентября
  - Вторжение России на Украину: власти ДНР, ЛНР, а также оккупированных Россией частей Херсонской и Запорожской областей Украины приняли решение о проведении 23-27 сентября референдумов о вхождении в состав России. Власти России поддержали проведение «референдумов»[95].
  - В грузинском Кутаиси в отделении Банка Грузии 12 человек были захвачены в заложники; всех удалось освободить, а захватившего их мужчину задержать[96].
  - Война в Тыграе: Народный фронт освобождения Тыграй заявил, что Эритрея начала вторжение в эфиопский штат Тыграй[97]

- 21 сентября
  - В связи с продолжающейся войной с Украиной впервые в современной истории России с 21 сентября президентом Путиным объявлена мобилизация[98].
  - На акциях протеста против мобилизации в России за день задержано более 1300 человек в 38 городах. Некоторым задержанным были вручены повестки из военкоматов[99].
  - Около 100 китов выбросились на мелководье в Тасмании; это произошло в двух местах — в гавани Маккуори недалеко от города Страхан и на острове Кинг[100].

- 22 сентября — в Казахстане был отменён день первого президента.
- 23—27 сентября — проведение референдумов об аннексии Россией оккупированных территорий Украины.
- 26 сентября — стрельба в школе № 88 в Ижевске. Погибли 13 человек, 20 человек получило ранение.[101]
- 22 сентября
  - По уточнённым данным, свыше 200 китов выбросились на берег в Тасмании; всего учёные нашли 230 животных, из них только 35 были живы[102].
  - Более 50 человек погибли в ходе протестов в Иране, вызванных гибелью Махсы Амини[103].
  - Tesla отзывает около 1,1 млн электрокаров из-за неисправной работы автоматической системы закрывания окон; отзыву подлежат автомобили моделей Model 3, Model Y, Model S и Model X[104].
  - Вторжение России на Украину: в результате обмена пленными Украина получила 215 военных, включая командиров обороны «Азовстали»; Россия получила 55 военных и украинского политика Виктора Медведчука[105].

- 23 сентября
  - Вторжение России на Украину: утром начались референдумы о присоединении к России оккупированных территорий Украины, которые продлятся до 27 сентября[106].
  - В США на озере Мендота обнаружено каноэ, возраст которого около 3000 лет; оно является самым старым экземпляром, найденным в районе Великих озёр[107].
  - На территории Турции археологи обнаружили древний порт времён государства Урарту; найти его удалось благодаря засухе этого года, из-за которой уровень воды в озере Ван заметно снизился[108].

- 24 сентября
  - На акциях протеста против мобилизации в России за день задержано более 750 человек в 32 городах[109].

- 25 сентября
  - Парламентские выборы в Италии: при явке 63,9 % правая партия «Братья Италии» набрала 26 %, второе место заняла левоцентристская Демократическая партия (около 19 %). Ожидается, что новым премьер-министром страны станет лидер «Братьев Италии» Джорджа Мелони[110][111][112].
  - 37-летний кениец Элиуд Кипчоге выиграл Берлинский марафон с новым мировым рекордом (2:01:09), превысив своё же достижение 4-летней давности на 30 секунд[113].
  - В бангладешском округе Панчагарх на реке Каратоя затонул паром с индуистскими паломниками, погибли 25 человек, в том числе 8 детей, ещё несколько десятков числятся пропавшими без вести[114].

- 26 сентября
  - Массовое убийство в школе № 88 Ижевска, 18 погибших, включая стрелка[115].
  - В ходе экстремального забега из Архыза в Красную Поляну погибли два спортсмена[116].
  - В Пакистане 6 человек погибли при крушении военного вертолёта[117].

- 27 сентября
  - Вторжение России на Украину: завершились референдумы о присоединении к России оккупированных территорий Украины[118].
  - Были повреждены 3 из 4 ниток газопроводов «Северный поток» и «Северный поток — 2», утечки произошли в исключительной экономической зоне Дании северо-восточнее острова Борнхольм[119].
  - Британская компания Vertical Aerospace провела первый полёт прототипа аэротакси с вертикальными взлётом и посадкой, при этом в кабине летательного аппарата находился пилот, чего ранее не делалось во время тестовых запусков[120].
  - Король Саудовской Аравии Салман ибн Абдул-Азиз Аль Сауд назначил наследного принца Мухаммеда ибн Салмана Аль Сауда премьер-министром страны[121].

- 28 сентября
  - Палеонтологи описали новый вид морского ящера со змеиной шеей и крокодильей головой; останки животного были найдены в Вайоминге в 1995 году, после чего их перевезли в Палеонтологический музей Гленрока, где изучали на протяжении более 20 лет[122].
  - Из-за урагана Ян старт космического корабля Crew Dragon с россиянкой Анной Кикиной на борту перенесён с 3 на 4 октября[123].
  - Парламент Науру избрал Расса Куна новым президентом страны[124].
- 30 сентября
  - Вторжение России на Украину: Украина подала заявку на вступление в НАТО в ускоренном порядке[125]. В ходе битвы за Лиман, ВСУ освободили Дробышево на востоке и Ямполь на западе от Лимана, в связи с чем военные аналитики стали говорить об окружении лиманской группировки[126].
  - Вторжение России на Украину: Россия начала процесс аннексии оккупированных территорий Херсонской, Запорожской, Донецкой и Луганской областей; ни один из этих регионов не контролируется ею полностью[127].
  - Вторжение России на Украину: В Запорожье в результате российского ракетного удара по гуманитарной колонне погибло 30 и было ранено около 50 человек[128].
  - В Китае обнаружили человеческий череп возрастом около миллиона лет[129].
  - В Стамбуле в 17-й раз прошла биеннале современного искусства Contemporary Istanbul[130].
  - По данным на 30 сентября, по меньшей мере 19 человек погибли в результате урагана Ян во Флориде[131].
  - Военный переворот в Буркина-Фасо. Смещён глава «Патриотического движения за сохранение и восстановление» подполковник Дамиба[132].
  - В ходе беспорядков в иранской провинции Систан 19 человек погибли, ещё свыше 20 человек получили ранения[133].
  - В результате взрыва в одном из образовательных учреждений Кабула, погибли 32 человека, ещё 40 человек получили ранения[134].